# Zaglyptogastra equitator
Zaglyptogastra equitator är en stekelart som först beskrevs av Christian Rudolph Wilhelm Wiedemann 1824.  Zaglyptogastra equitator ingår i släktet Zaglyptogastra och familjen bracksteklar. Inga underarter finns listade i Catalogue of Life.